# Curt Bogislaus Ludvig Christoffer von Stedingk
Curt Bogislaus Ludvig Christoffer von Stedingk (ur. 26 października 1746 w Pinnow, zm. 7 stycznia 1837 w Sztokholmie) był szwedzkim dyplomatą.
Curt Bogislaus von Stedingk pochodził ze starej szlachty pomorskiej. Ze strony matki był wnukiem słynnego feldmarszałka pruskiego Kurta Christopha von Schwerina.
Od 1779 do 1783 Curt von Stedingk i Hans Axel von Fersen służyli razem we francuskim pułku składającym się ze szwedzkich ochotników (Royal Suédois) w wojnie kolonistów amerykańskich przeciw Brytyjczykom. Ranny w bitwie pod Savannah. Za zasługi w tej wojnie Ludwik XVI przyznał mu 6.000 liwrów dożywotniej pensji.
W latach 1787–1789 walczył w wojnie szwedzko-rosyjskiej. W 1789 dowodził słynną brygadą Savolax.
W latach 1790–1808 von Stedingk był szwedzkim posłem, a następnie ambasadorem w Petersburgu. Brytyjski ambasador w rosyjskiej stolicy Charles Whitworth, 1. hrabia Whitworth (1752-1825) był jego przyjacielem i współpracował z nim.